# Licnoptera crocodora
Licnoptera crocodora är en fjärilsart som beskrevs av Edward Meyrick 1889. Licnoptera crocodora ingår i släktet Licnoptera och familjen björnspinnare. Inga underarter finns listade i Catalogue of Life.